# María Rosa Salgado
María Rosa Jiménez Juan-José coneguda artísticament com a María Rosa Salgado (Madrid, 20 d'abril de 1929 - 11 de març de 1995) fou una actriu de cinema espanyola. Malgrat l'oposició familiar, va treballar de model i es matriculà a l'Escola Oficial de Cinema i al Conservatori de Madrid. El 1948 la va descobrir el realitzador José Díaz Morales i així va debutar el 1949 amb El capitán de Loyola. A començaments de la dècada del 1950 va marxar a Hollywood a fer fortuna, però no se'n va sortir. Un cop va tornar a Espanya va participar en Es geschah am hellichten Tag de Ladislao Vajda (1958), un dels seus papers més coneguts. El 1960, però, deixà l'actuació quan es va casar amb el torero Pepe Dominguin. Després se'n va separar i en la dècada del 1970 va tornar a participar en algunes pel·lícules, de les quals la més recordada és A un dios desconocido.

## Filmografia
- El Capitán de Loyola (1948)
- El hijo de la noche (1949)
- La niña de Luzmela (1949)
- Paz (1949)
- Don Juan (1950)
- La noche del sábado (1950)
- Séptima página (1950)
- Balarrasa (1951)
- El negro que tenía el alma blanca (1951)
- La Señora de Fátima (1951)
- El inquilino (1957)
- Historias de la feria (1957)
- Rapsodia de sangre (1957)
- Es geschah am hellichten Tag (1958)
- María, matrícula de Bilbao (1960)
- Fuenteovejuna (1970)
- Chicas de club (1972)
- A un dios desconocido (1977)
- Carne apaleada (1977)
- Sonámbulos (1978)

## Premis
Medalles del Cercle d'Escriptors Cinematogràfics
| Any  | Categoria                | Pel·lícula            | Resultat   |
| ---- | ------------------------ | --------------------- | ---------- |
| 1977 | Millor actriu secundària | A un dios desconocido | Guanyadora |